# Sunol (Kalifornia)
Sunol statisztikai település az USA Kalifornia államában, Alameda megyében. Lakosainak száma 922 fő (2020. április 1.).

## Népesség
A település népességének változása:

| 2010 | 913 |
| 2020 | 922 |